# Agave brevispina
Agave brevispina är en sparrisväxtart som beskrevs av William Trelease. Agave brevispina ingår i släktet Agave och familjen sparrisväxter. Inga underarter finns listade i Catalogue of Life.